# 喜劇団体列車
『喜劇団体列車』（きげきだんたいれっしゃ）は、1967年11月12日公開の日本映画。「東映列車シリーズ」の第2作。

## ストーリー
愛媛県の伊予和田駅に勤務する国鉄職員、山川彦一は独身の30歳。助役試験を過去に三度落ちているが、四度目に向けて張り切っている。駅では国鉄の赤字対策として団体旅行の勧誘に取り組んでおり、彦一も携わっていた。ある日彦一はいつも通りに改札業務をしていると、客車から車掌に伴われて小さな男の子が下車する。迷子になったと車掌から説明を受けて、彦一は志村敬一と名乗るその子を親元に送り届けることになる。わずかな手がかりをもとに方々探し回った末、宇和島駅で下車すると、敬一の母親・志村小百合が待っていた。それがきっかけで彦一は次第に小百合に惹かれていく。
一方で彦一の叔父、八五郎が彦一を心配し、見合い話を持ちかけてくる。相手は日高邦子。百合子と同じくらい明るい娘で、元国鉄職員の父・友造も好人物。邦子は彦一に好意を抱くが、彦一の気持ちは、助役試験のために試験勉強をともにしてくれた小百合に向いている。小百合のおかげで彦一は助役試験の一次試験に合格した。しかし、彦一は二次試験を目前にして小百合が不在の中で敬一を徹夜で看病し、翌日助役試験の会場に開始時間直前に滑り込む。案の定彦一は睡魔に襲われ、二次試験の自由討論に不合格となる。
試験後、彦一は助役試験の結果を飲み屋で友造に報告していると、助役試験に受かった太宰淳一に遭遇する。国鉄では助役になれなかった友造を侮辱した淳一の態度に我慢できず、彦一は淳一を叱る。それを見た邦子は、いっそう彦一に惹かれ、絶対彦一と結婚する、と友造に言う。彦一は四国一周の団体列車で添乗員としてお客を案内することになり、運転日が来る。団体の中には友造と邦子、そして小百合と敬一もいた。旅行中も邦子は彦一と行動をともにする。それでも彦一は小百合への恋心が抜けず、高知に滞在していたときには、小百合に「敬一の父親になってほしい」と言われて結婚の約束をする夢も見た。しかし、徳島に滞在中の夜に小百合は亡くなった夫の友人と結婚すると告げ、彦一は落胆する。翌年彦一は五度目の助役試験に受かり、講習会のために大阪に向かう。伊予和田駅には彦一を見送りにきた妻の邦子と二人の子供の姿もあった。

## 出演者
クレジット順
- 山川彦一：渥美清
  - 主人公で伊予和田駅に8年勤務している国鉄職員。情に厚いが計算が苦手。
- 中村部長：小沢昭一
- 日高友造：笠智衆
  - 邦子の父。元国鉄職員でロープウェイの駅長。国鉄に42年勤務し、助役試験に八度落ちたが、鉄道事故を未然に防ぎ、表彰された。
- 日高邦子：城野ゆき
  - 友造の娘。彦一に好意を持っている。
- 東：東けんじ＆宮城：宮城けんじ
  - 東京から来た漫才師で高知の旅館で漫才を披露する。
- お杉：ミヤコ蝶々
  - 彦一の母。実家である山川雑貨店を営む。
    - ミヤコ蝶々は、渥美清主演の国民的映画『男はつらいよ』の初期作品においても、主人公車寅次郎の実の母の役を演じている。
- 絹代：楠トシエ
  - 後述する了賢の妻。了賢とともに国鉄の企画した団体旅行に参加するが、途中徳島駅で気分が悪くなる。
- 木村：三遊亭歌奴
- 太宰淳一：大辻伺郎
  - 松山駅勤務の国鉄職員。助役試験に落ちている彦一を馬鹿にし、友造を侮辱する。
- 倉持駅長（伊予和田駅駅長）：市村俊幸
- 了賢：河野秋武
  - 住職で絹代とともに国鉄の企画した団体旅行に参加する。
- 小百合の再婚相手：南広
- 宇和島の医者：中村是好
- 左卜全：（クレジットのみ）
- 風間八五郎：由利徹
  - 彦一の叔父で理髪店を営む。
- 関口：上田吉二郎
  - 缶詰会社の社長で会社の慰安旅行で伊予和田駅近くの旅館に来ていた。
- 柳助役（伊予和田駅助役）：沢彰謙
- 柴田：佐藤晟也
- 新婚の夫：小林稔侍
- すみ江（小百合の母）：津路清子
- 新婚の妻：清水みつえ
- 武智豊子
- 中学生：南幸伸
- 志村敬一：原直人
  - 小百合の子で目を離しているとすぐ迷子になる。
- 専務車掌：木村修
- 試験官Ｂ：秋山敏
- 菅野直行
- 三和清一郎
- 宇和島駅長：仲塚康介
- 田川恒夫
- 次の客：山田甲一
- 谷本小代子
- 大竹真理子
- 後の客：竹村清女
- 岩本好恵
- 中川久子
- 田沼瑠美子
- 三重子：鈴木三重子（ローヤル）
- 歌手：東ひかり（コロムビア）
- 志村小百合：佐久間良子
  - 学校の教師で現在は未亡人。

クレジットなし
- 徳島駅の旅行者援護相談所の看護婦：丸平峰子
- 若い娘：南風夕子

## スタッフ
- 監督 - 瀬川昌治
- 助監督 - 三堀篤
- 製作 - 大川博
- 企画 - 秋田亨、加茂秀男
- 脚本 - 舟橋和郎
- 撮影 - 坪井誠
- 録音 - 小松忠之
- 照明 - 元持秀雄
- 美術 - 北川弘
- 音楽 - 木下忠司
- 編集 - 祖田冨美夫
- 進行主任 - 武田英治
- 現像 - 東映化学工業株式会社
  - 挿入歌「駅弁小唄」
  - 作詞 - 大倉宏之
  - 作曲 - 和田香苗
  - 編曲 - 河村利夫
  - 唄 - 東ひかり
- 協力 - 奥道後国際観光、日本国有鉄道四国支社

## ロケ地
「伊予和田駅」のモデルとして撮影されたのは、予讃線の堀江駅であった。松山駅、宇和島駅、高知駅、徳島駅はそのまま登場する。作中で登場する車両のうち、C58形蒸気機関車333号機は、廃車後に多度津工場に保存されている。また、国鉄車両のほか、土佐電気鉄道（現・とさでん交通）の路面電車も登場している。後半の四国旅行のパートでは、高知県で播磨屋橋・桂浜（以上高知市）・龍河洞（香美市）が映る。徳島市では空撮で眉山などに加え、昼夜の阿波踊りが長く映り、劇内容にも絡む。「協力」としてクレジットされている奥道後国際観光が運営していたホテル奥道後も登場する。作中の序盤には仁堀連絡船が映るほか、ラストで彦一が大阪に向かう場面には宇高連絡船が登場する。

## 興行
タイトルにちなみ、国鉄関係で前売り券が相当分消化され、国鉄関係者の入場が目立った。併映もNHK朝ドラでも高い視聴率を誇った『旅路』の映画化で、通常のヤクザとエロではなく、家族でも安心して観ることができる組み合わせでヒットした。